# Onciale 0238
- Papyrus
- Onciale
- Minuscules
- Lectionnaire

Le Codex 0238 (dans la numérotation Gregory-Aland), est un manuscrit du Nouveau Testament sur parchemin écrit en écriture grecque et copte onciale.

## Description
Le codex se compose d'une folio. Il est écrit en une colonne par page, de 10 lignes par colonne. Les dimensions du manuscrit sont 9,5 × 7 cm,. Les paléographes datent ce manuscrit du VIIIe siècle.
C'est un manuscrit contenant le texte de l'Évangile selon Jean (7,10-12).
Il a été publié par Walter C. Till en 1939.
Le texte du codex représenté type mixte. Kurt Aland le classe en Catégorie III  en 1954 .
Lieu de conservation
Il est conservé à la Bibliothèque nationale autrichienne (Pap. K. 8668) à Vienne,.